# Grant Stewart
Pour les articles homonymes, voir Stewart.
Pas d'image ? Cliquez ici

a Compétitions nationales et continentales officielles uniquement.

b Matchs officiels uniquement.
Dernière mise à jour le 15 décembre 2024.
Grant Stewart, né le 28 février 1995 à Carluke (Écosse), est un joueur international écossais de rugby à XV jouant au poste de talonneur aux Glasgow Warriors.

## Biographie

### Carrière en club
Grant Stewart commence le rugby à XV au club de Strathaven RFC, puis continue au Dalziel RFC avant de rejoindre les Glasgow Hawks en 2013.
Il rejoint ensuite l'académie des Glasgow Warriors en 2017. Il fait ses débuts professionnels avec sa nouvelle équipe pendant la saison 2017-2018 lors d'un match de Coupe d'Europe contre le Leinster. Il est titularisé pour la première fois la saison suivante contre le Munster.
En 2018-2019 il joue la finale du Pro14 avec les Glasgow Warriors contre le Leinster. Durant ce match, il marque un essai mais son équipe s'incline 15 à 18 face aux Irlandais.
En 2022, il est libéré par son club. Il rejoint alors le Connacht pour la saison 2022-2023. Après son passage en Irlande, il rentre en Écosse et joue avec les Ayrshire Bulls en Super Series (en).
En fin de saison 2023-2024, il fait son retour aux Glasgow Warriors après l'annonce de départ à la retraite de Fraser Brown et le départ au Japon de George Turner. Il ne participe pas à la finale du United Rugby Championship gagnée 21 à 16 contre les Bulls,.

### Carrière internationale
Grant Stewart représente l'Écosse chez les moins de 17 ans, 18 ans et 19 ans. Il est ensuite appelé avec les moins de 20 ans pour le Championnat du monde junior en 2015 mais ne joue pas pendant cette compétition.
En 2018, il est sélectionné pour la première fois avec l'Écosse en remplacement de Stuart McInally pour la tournée estivale en Amérique du Nord.
Un an plus tard, en 2019, il est de nouveau appelé en sélection par Gregor Townsend pour le Tournoi des Six Nations 2019. Il obtient finalement sa première sélection avec son pays lors d'un match de préparation à la Coupe du monde 2019 contre la France.

## Palmarès
- Glasgow Warriors
  - Finaliste du Pro14 en 2019
  - Vainqueur du United Rugby Championship en 2024